# Antoni Ramis i Ramis
Antoni Ramis i Ramis (Maó, Menorca, 29 d'abril de 1771 - Maó, Menorca, 17 de febrer de 1840) fou un historiador, arqueòleg i advocat balear.
Germà de Joan Ramis i de Pere Ramis, fou el fill menor, de cinc germans, del matrimoni format per Bartomeu Ramis Serra i Catalina Ramis. Com a jurista, es doctorà en Dret civil i Dret canònic a la Universitat Literària de Mallorca l'octubre del 1793. Professionalment, es dedicà al món de la advocacia, seguint la tradició familiar, i arribà a ser nomenat assessor de la batllia l'abril del 1802. Fou acadèmic corresponent de la Reial Acadèmia de la Història (RAH) des del desembre del 1819, i soci corresponent de la Reial Societat Econòmica de Mallorca els anys trenta, i de l'efímera Acadèmia Mallorquina de Literatura, Antiguitats i Belles Arts fundada per Joaquin Maria Bover, amb qui va mantenir una estreta relació, així com també amb Antonio Furió el 1837.
Sovint se l'ha presentat i valorat com l'últim representant del grup il·lustrat menorquí. En l'àmbit de la historiografia, continuà apostant pels ideals il·lustrats i enciclopedistes burgesos de la segona meitat del segle xviii i que, a Menorca, s'havien materialitzat de ple en la constitució i el funcionament de la Societat Maonesa. La seva obra està constituida per la publicació (1820-39) d'una vintena de treballs –des d'articles pel Diario de Menorca fins a opuscles sobre temes històrics, numismàtics o epigràfics.
La unió entre germans es va fer més estreta ja que Antoni va contreure matrimoni amb una filla de Joan. En morir Joan el 1819 va heretar els seus béns i des de llavors es va dedicar completament a l'estudi de la Història. Va ser la seva obra, per tant, continuació de la del seu germà gran i, com aquell, es va dedicar exclusivament a la història de Menorca i molt ocasionalment a altres illes baleàriques.
Antoni Ramis mor a Maó el dia 17 de febrer de 1840, i és nomenat 'Menorquí Il·lustre' el 28 de desembre de 1866.
El seu fons personal es troba a la Biblioteca Pública de Maó on, seguint Casasnovas, es conserven «quatre toms manuscrits, tres d'ells molt voluminosos, on s'enregistra un gran cabal d'informació recopilada sobretot dels arxius de la Reial Governació i Reial Patrimoni, entre altres fonts, en ocasions parcialment elaborada». És destacable la tasca realitzada per Edicions Nura que ha reeditat en facsímils algunes de les seves obres.

## Publicacions[1][2]
- Inscripción copiada de una plancha de bronce que se encontró en 1821 en las cercanías de Constantina (1822)
- Noticia de las pestes de Menorca (1824)
- Descripción del monetario del difunto Dr. D. Juan Ramis y Ramis (1824)
- Noticias relativas á la isla de Menorca (1826-38, 7 vol.)
- Ensayo sobre algunas inscripciones y otros puntos de antigüedades (1828)
- Manifiesto que hace al público la ciudad de Mahón sobre ser la capital de Menorca (1830)
- Memoria sobre el Real Patrimonio de Menorca, y una moneda del Rey D. Alfonso relativa á ella, Idea del antiguo Directorio, ó Libro de los Bayles, y Almotacenes de la Isla, y Suplemento del Pariatje (1832)
- Fortificaciones antiguas de Menorca (1832)
- Inscripciones relativas á Menorca y noticias de varios documentos descubiertos en ella (1833)
- Ilustraciones á una inscripcion romana descubierta en la isla de Ibiza (1836)
- Observaciones que para rectificacion de los abusos se notan en la talla vecinal de Menorca propone A. R. y R. (1838)
- Disertación sobre unas monedas atribuidas á la antigua Ebusus, hoy isla de Ibiza (1839)